# Fjodor Iwanowitsch Tolstoi

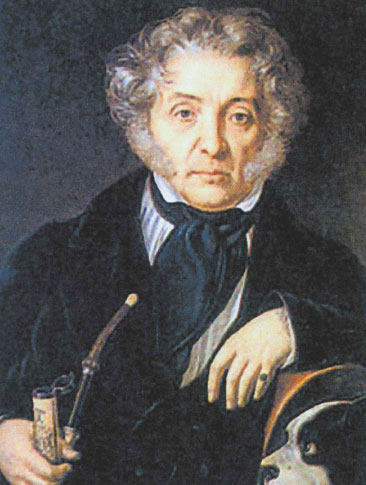
Graf Fjodor Tolstoi 1846. Ein Porträt des Malers Philipp Reichel

Fjodor Iwanowitsch Tolstoi, mit dem Spitznamen Amerikaner (russisch Фёдор Ива́нович Толсто́й, „Америка́нец“; * 6. Februarjul. / 17. Februar 1782greg.; † 24. Oktoberjul. / 5. November 1846greg. (nach anderen Quellen 24. Dezember 1846jul. / 5. Januar 1847greg.) in Moskau), war ein russischer Adliger aus dem Geschlecht der Tolstois und ein Onkel zweiten Grades des Schriftstellers Leo Tolstoi. Mit seinem ungewöhnlichen Temperament, seiner ausgeprägten Abenteuerlust und seiner Leidenschaft für Duelle sowie Kartenspiele war er zeit seines Lebens in russischen Aristokratenkreisen berüchtigt und galt als eine äußerst skandalträchtige Figur der russischen Gesellschaft des frühen 19. Jahrhunderts. Zugleich war er mit mehreren berühmten Dichtern jener Zeit persönlich bekannt und diente einigen von ihnen als Vorlage für Figuren in ihren Werken.

## Leben

### Frühe Jahre
Geboren wurde Fjodor Tolstoi als eines von sieben Kindern des Grafen Iwan Andrejewitsch Tolstoi († nach 1811) und dessen Frau Anna Fjodorowna († 1834), die aus dem Kleinadelsgeschlecht der Maikows stammte. Der Geburtsort Fjodors ist nicht mehr eindeutig nachweisbar, es wird aber vielfach vermutet, dass es das elterliche Landgut bei Kologriw in der heutigen Oblast Kostroma war; andere Publikationen nennen Moskau als seinen Geburtsort.
Das Geschlecht der Tolstois war im Russischen Zarenreich zwar altehrwürdig, verarmte aber im 18. Jahrhundert nach Konflikten mit der Staatsmacht und einer zeitweiligen Enteignung und Verbannung einiger seiner Vertreter. Um ihren Söhnen dennoch eine Karriere zu ermöglichen, war es in Familien dieses Geschlechts üblich, sie auf eine Militärschule zu schicken. Folglich erhielten Fjodor Tolstoi und seine zwei Brüder ihre Schulausbildung auf der Kadettenschule der Kaiserlich-Russischen Marine in St. Petersburg.

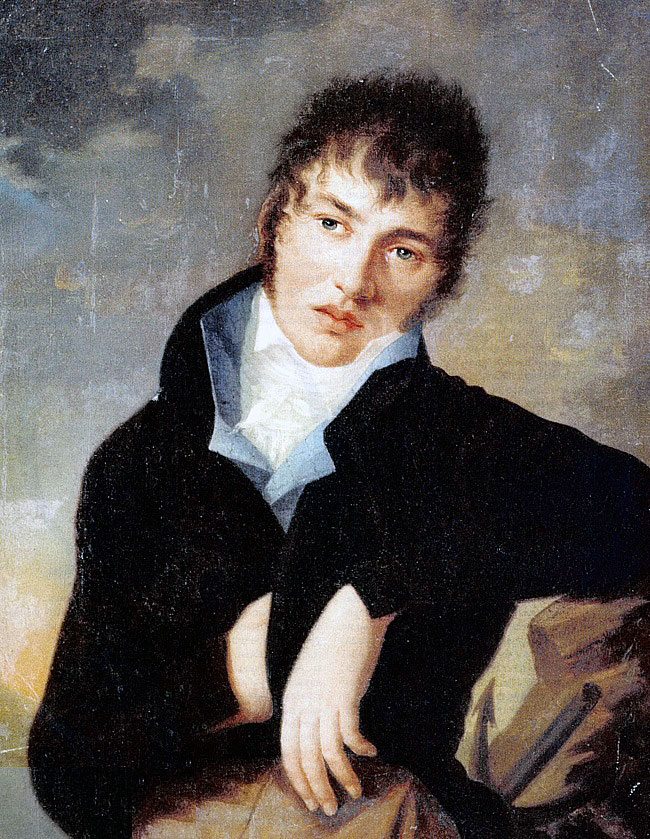
Tolstoi in jungen Jahren

Schon von Kindheit an zeigte Fjodor viel physische Kraft, Geschick und Ausdauer, was eine gute Voraussetzung für eine militärische Karriere darstellte. Zugleich fiel er schon damals durch seinen unberechenbaren, teils brutalen Charakter auf. An der Kadettenschule erwarb er sich seine ausgesprochen hohe Treffsicherheit im Fechten und Schießen, die ihn später zu einem gefährlichen Gegner in Duellen werden ließ. Nach dem Schulabschluss trat er seinen Militärdienst allerdings nicht bei der Marine an, sondern, möglicherweise dank der Unterstützung einiger einflussreicher Verwandter, im elitären Preobraschenski-Regiment, das zur Kaiserlichen Garde gehörte.
Seine damaligen Kameraden, darunter der später als Literaturkritiker bekannt gewordene Faddei Bulgarin, erinnerten sich an Tolstoi als guten Schützen und ungewöhnlich tapferen Kämpfer. Er soll eine sehr temperamentvolle, leidenschaftliche Person gewesen sein, zugleich aber äußerst kaltblütig und siegessicher in Gefechten agiert haben. Sein wilder Charakter lieferte in Verbindung mit der schon damals ausgeprägten Leidenschaft für Frauen und für Kartenspiele immer wieder Anlass zu Streitigkeiten mit Kameraden und Vorgesetzten, die manchmal in Schlägereien und anderen Disziplinverstößen endeten. Gleichzeitig galt Tolstoi als äußerst nachtragend und rachsüchtig, wenn ihn jemand angegriffen hatte.
Allgemein war eine übermäßige Risikofreude und gezielte Konfrontation mit der Gefahr in russischen Offizierskreisen des frühen 19. Jahrhunderts sehr weit verbreitet. Das galt nicht nur für Gefechte an Kriegsschauplätzen, sondern durchaus auch für zivile Situationen, etwa bei Wetten. Dabei galten gerade Duelle als eine Art Kavaliersdelikt und wurden mitunter ohne Zögern ausgetragen. Diese Tatsache in Verbindung mit den speziellen Charaktereigenschaften Tolstois, insbesondere seiner bekannten Tollkühnheit, dürfte den Ausschlag für dessen spätere Vorliebe für Duelle gegeben haben. 1799, im Alter von 17 Jahren, duellierte Tolstoi sich zum ersten Mal, nachdem ein vorgesetzter Offizier ihn wegen eines angeblichen Dienstvergehens schikaniert hatte. Wie dieses Duell endete und welche Strafe Tolstoi hierfür verbüßte, ist nicht überliefert. In einigen Zeitzeugenberichten heißt es, Tolstoi habe seinen inzwischen erworbenen Offiziersrang verloren und sei zum Soldaten degradiert worden, diesem wird allerdings in anderen Berichten widersprochen.

### Die Weltumsegelung
Im Jahre 1803 startete Tolstoi als Besatzungsmitglied auf dem Segelschiff Nadeschda unter dem Kommando des Kapitäns Adam Johann von Krusenstern zur ersten Weltumrundung unter russischer Flagge. Wie Tolstoi auf das Schiff gelangte, obwohl er nicht zur Marine gehörte, ist nicht eindeutig geklärt. Marja Fjodorowna Kamenskaja, Tochter seines Cousins, des später prominent gewordenen Künstlers Fjodor Petrowitsch Tolstoi, behauptet in ihren Aufzeichnungen, dass Tolstoi einer abermaligen Bestrafung für Ungehorsam im Preobraschenski-Regiment entgehen wollte. Er habe sich demnach der Besatzung anstelle ihres Vaters angeschlossen, der ursprünglich als Diplomat mitreisen sollte, jedoch stark unter Seekrankheit litt und daher nicht bereit gewesen war, die Reise anzutreten.
Die Expedition startete im August 1803 vom russischen Marinehafen Kronstadt aus mit zwei Segelschiffen, Nadeschda und Newa, letzteres unter dem Kommando von Juri Lissjanski. Neben Erkundungs- und Forschungszwecken diente sie vor allem der Aufnahme diplomatischer und wirtschaftlicher Beziehungen zwischen dem Russischen Reich und Japan, weswegen an Bord eine größere Diplomatendelegation unter Leitung des Staatsmanns Nikolai Resanow mitreiste. Die Reise verlief zunächst über die Ostsee und den Atlantik, an den Kanaren und der Küste Brasiliens vorbei bis zum Kap Hoorn und weiter über den Pazifik zu den Marquesas, nach Hawaii und nach Kamtschatka, von wo aus Nadeschda weiter nach Nagasaki und Hakodate in Japan und Newa zur damals zu Russisch-Amerika gehörenden Insel Sitka segelte. Anschließend wurde die Expedition in China wieder vereinigt, und man segelte über Macau, den Indischen Ozean und den Atlantik zurück in die Ostsee und zur europäischen Küste Russlands. Insgesamt dauerte die Umsegelung etwas über drei Jahre, vom 7. August 1803 bis zum 19. August 1806.

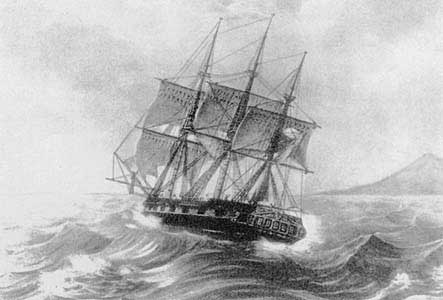
Segelschiff Nadeschda

Auch auf dem Schiff erwies sich das Verhalten des von Tatendrang geradezu überschäumenden Fjodor Tolstoi als äußerst unberechenbar. Der Graf provozierte immer wieder Streitigkeiten mit anderen Besatzungsmitgliedern, darunter auch mit Kapitän Krusenstern. Zudem erlaubte sich Tolstoi – entweder, um sich an besonders unliebsamen Mitreisenden zu rächen, oder schlichtweg aus Langeweile – mehrmals skurrile Streiche. So soll er einmal den auf der Newa mitreisenden Popen in einem Trinkgelage sturzbetrunken gemacht haben und, während dieser bewusstlos am Boden lag, dessen langen Bart mit Siegellack an den Fußbodenbrettern festgeklebt haben. Folglich musste der Bart nachher vollständig abgeschnitten werden, um den Geistlichen befreien zu können. Ein anderes Mal soll sich Tolstoi mit dem Liebling der Mannschaft, einem zahmen Orang-Utan, den er während des Zwischenstopps der Nadeschda auf einer der Südseeinseln gekauft hatte, in Abwesenheit des Kapitäns in dessen Kabine geschlichen haben. Dort holte er die Hefte mit Krusensterns Reiseaufzeichnungen hervor und machte dem Orang-Utan vor, wie man ein Blatt Papier mit Tinte beschmiert. Anschließend ließ er den Affen in der Kabine allein, der diese Aktion daraufhin nachzuahmen begann. Als der Kapitän zurückkam, waren seine Notizen durch den Orang-Utan bereits unbrauchbar gemacht worden.
Tolstois derartiges Verhalten an Bord führte mehrfach dazu, dass er zeitweilig unter Arrest gestellt werden musste. Schließlich ließ Krusenstern den unliebsamen Passagier während des Zwischenstopps auf Kamtschatka des Schiffs verweisen. Der weitere Verlauf der Reise Tolstois ist nur aus seinen eigenen späteren, recht wirren und zum Teil widersprüchlichen Erzählungen bekannt. Von Kamtschatka aus gelangte Tolstoi entweder auf eine der Aleuten-Inseln oder nach Sitka und verbrachte dort mehrere Monate unter den Ureinwohnern Alaskas, dem Volk der Tlingit. Möglicherweise segelte er auf der Newa von Kamtschatka bis Sitka und wurde erst dort von Lissjanski ausgesetzt. Entweder aus dieser Zeit oder vom früheren Aufenthalt der Nadeschda auf den Marquesas stammten auch die zahlreichen Tätowierungen Tolstois, die dieser später stolz zu präsentieren pflegte. Der bereits erwähnte Orang-Utan, der das Schiff zusammen mit Tolstoi verlassen musste und dessen weiteres Schicksal unbekannt ist, gab später Anlass zu wilden Gerüchten, die in russischen Adelskreisen kursierten. Demnach soll die Affendame Tolstoi während seines Aufenthaltes auf Kamtschatka als Lebensgefährtin gedient haben, wohingegen andere Lästerer behaupteten, Tolstoi habe den Affen während seiner Insel-Robinsonade gegessen.
Von den nordamerikanischen Inseln aus muss Tolstoi jedenfalls auf einem recht abenteuerlichen Weg, dessen Details nur er selbst kannte, über Russisch-Fernost, Sibirien, den Ural und die Wolga-Region nach St. Petersburg zurückgekehrt sein. Laut seinen eigenen Erzählungen nahm ihn zunächst ein Handelsschiff bis in den Hafen von Petropawlowsk-Kamtschatski mit, von wo aus er sich auf den langen Landweg zurück ins europäische Russland machte – teils mit Karren, Kutschen und Pferdeschlitten, teils auch zu Fuß. Eine der wenigen schriftlichen Erwähnungen dieser Reise findet sich in den 1892 veröffentlichten Notizen des Publizisten Filipp Wigel, der das Land im Sommer 1805 zwecks Erforschung des russischen Alltags bereist hatte und dabei Tolstoi zufällig in Udmurtien begegnet war:
„An einer der Stationen sahen wir mit Erstaunen einen Offizier in der Uniform des Preobraschenski-Regiments hereintreten. Das war Graf F.I.Tolstoi […] Er hatte eine Weltumrundung mit Krusenstern und Resanow gemacht, hat sich dabei mit allen zerstritten, hat alle miteinander zerstritten und wurde als gefährlicher Mensch auf Kamtschatka ausgesetzt und ging auf dem Landweg zurück nach Petersburg. Was über ihn nicht alles erzählt wurde…“
Die Reise Tolstois endete mit seiner Ankunft in St. Petersburg Anfang August 1805. Durch seine Abenteuer, über die es in russischen Adelskreisen viel Klatsch und Tratsch gab, erlangte der Graf eine fast schon legendäre Bekanntheit sowie seinen alsbald fest eingebürgerten Spitznamen Amerikaner in Anspielung auf seinen Aufenthalt in Russisch-Amerika.

### Kriegsteilnahme
Gleich bei Ankunft in der Hauptstadt erwartete Tolstoi neuer Ärger: Unmittelbar nach Erreichen der Stadtgrenze wurde er vorübergehend festgenommen und unter Strafarrest gestellt. Außerdem wurde ihm per Sondererlass des Zaren Alexander I. ein Einreiseverbot nach St. Petersburg erteilt.
Tolstois bis dahin skandalöse Vergangenheit stand auch seiner weiteren Karriere beim Militär im Wege. Er wurde vom elitären Preobraschenski-Regiment in die eher unbedeutende Festung Nyslott versetzt, wo er von 1805 bis 1808 diente. Über diese für Tolstoi offenbar nicht sehr befriedigende Zeit schrieb Filipp Wigel:
„Als er von seiner Weltreise zurückkam, wurde er an der Petersburger Stadtgrenze aufgehalten, dann nur durch die Hauptstadt gefahren und in die Nyslotter Festung gebracht. Per Befehl vom gleichen Tag wurde er vom Preobraschenski-Regiment in die dortige Garnison unter dem gleichen Dienstgrad (Porutschik) versetzt. Eine harte Bestrafung für einen tapferen Kämpfer, der noch nie ein Gefecht miterlebt hatte, und gerade zu der Zeit, als in ganz Europa von Ost nach West Krieg entbrannte.“
Nur die Freundschaft mit dem Heerführer Michail Dolgorukow verhalf dem Grafen schließlich zu einem Posten als dessen Adjutant an einer der Fronten des gerade ausgebrochenen Russisch-Schwedischen Krieges. Dort fühlte sich Tolstoi endlich in seinem Element: Er beteiligte sich aktiv an den Kämpfen, darunter an der Schlacht bei Idensalmi am 15. Oktober 1808, in der Dolgorukow fiel. Einige Wochen später leitete Tolstoi eine riskante Aufklärungsaktion an der Küste des Bottnischen Meerbusens, die es dem 3000 Mann starken Korps von General Michael Andreas Barclay de Tolly ermöglichte, die vereiste Bucht zu überqueren und die Stadt Umeå einzunehmen. Für diesen Einsatz, welcher die russische Armee dem Sieg über Schweden einen entscheidenden Schritt näher brachte, wurde Tolstoi schließlich rehabilitiert und durfte am 31. Oktober 1808 erneut seinen Dienst als Porutschik im Preobraschenski-Regiment antreten.
Nur wenige Monate später kam es zu gleich zwei Duellen mit seiner Beteiligung: Im Ersten erschoss Tolstoi einen Hauptmann, den er offenbar mit der Verbreitung obszöner Gerüchte über dessen Schwester selbst provoziert hatte. Wenige Tage später duellierte er sich mit dem jungen Fähnrich Naryschkin, der sich beim Kartenspielen von Tolstoi betrogen fühlte, ihn daraufhin herausforderte und ebenfalls getötet wurde. Es folgte für Tolstoi ein mehrmonatiger Strafarrest in der Festung von Wyborg und die Entlassung aus den Streitkräften am 2. Oktober 1811.
Kein Jahr später zog Tolstoi erneut in den Krieg, diesmal als Freiwilliger bei der Verteidigung Moskaus im Krieg gegen Napoleon 1812. In der Schlacht von Borodino kämpfte er an der Vorderfront mit und wurde dabei schwer am Bein verwundet. Auf Empfehlung des Generals Nikolai Rajewski, der in einem Brief an den Feldmarschall Michail Kutusow die Kampfbereitschaft Tolstois gewürdigt hatte, erhielt er später den russischen Orden des Heiligen Georg vierter Klasse. Außerdem wurde er erneut rehabilitiert und zum Oberst befördert. Nach Kriegsende quittierte Tolstoi den Militärdienst endgültig und ließ sich in Moskau nieder.

### Leben in Moskau
Von 1812 bis zu seinem Tod lebte Tolstoi die meiste Zeit in seinem Moskauer Haus in der Siwzew-Wraschek-Gasse (russisch переулок Сивцев Вражек) im heutigen Stadtteil Arbat. Seine berüchtigte und zuletzt beinahe heldenhafte Vergangenheit machte ihn zu einer wohlbekannten Figur in der besseren Moskauer Gesellschaft – ein Umstand, den Tolstoi sichtlich genoss. Er war regelmäßiger Gast und Gastgeber bei festlichen Empfängen und Bällen. Auch war er, nicht zuletzt dank seiner noch an der Kadettenschule erlangten soliden Allgemeinbildung, mit einer Vielzahl damals renommierter Künstler bekannt und befreundet. Zu diesen zählten Vertreter der Moskauer und Petersburger Bohème wie etwa die Dichter Jewgeni Baratynski, Wassili Schukowski, Alexander Gribojedow, Konstantin Batjuschkow, Pjotr Wjasemski oder Denis Dawydow, später auch Nikolai Gogol und Alexander Puschkin.

#### Kartenspiele und Duelle
Als begeisterter Kartenspieler erlangte Tolstoi insbesondere in seinen Moskauer Lebensjahren in russischen Adelskreisen eine größere Bekanntheit. Dabei machte er selbst mitunter keinen Hehl daraus, dass sein Spiel nicht immer fair war. Laut einigen Zeitzeugenerinnerungen mochte es Tolstoi nicht, sich auf sein Glück zu verlassen, und zog es daher vor, durch gelegentliches Falschspielen „auf Nummer sicher zu gehen“, denn „nur Dummköpfe spielen auf Glück“, wie er selbst zu sagen pflegte. So kam es, dass Tolstoi häufig große Geldsummen gewann, die er jedoch meist ebenso schnell und leichtfertig wieder für sein gesellschaftliches Leben ausgab. Manchmal wurde Tolstoi aber auch selbst Betrugsopfer im Kartenspiel und verlor hohe Geldsummen.
Besonders berüchtigt war Tolstoi aber durch seine zahlreichen Duelle, für die die häufigen Konfliktsituationen im Kartenspiel denn auch genügend Anlässe boten. Es ist nicht bekannt, an wie vielen Duellen Tolstoi insgesamt teilgenommen hat. Eindeutig überliefert ist jedoch, dass er dabei insgesamt elf Personen getötet hat. Offenbar waren Duelle für Tolstoi nicht nur ein Mittel, die eigene Ehre zu verteidigen, wie es damals in russischen Offizierskreisen üblich war, sondern eine Form der Unterhaltung und ein Weg zur persönlichen Erfüllung. In einem Fall sollte Tolstoi ursprünglich nur als Sekundant für einen engen Freund fungieren. Da er sich offenbar um dessen Leben Sorgen machte, beschloss er, es auf seine Weise zu retten: Er forderte den Gegner kurzfristig selbst zum Duell heraus und tötete ihn dabei. Diese Anekdote wurde später von Tolstois Neffen zweiten Grades, dem Schriftsteller Leo Tolstoi, der in jungen Jahren seinen exzentrischen Verwandten persönlich gekannt hatte, mündlich überliefert.

#### Privatleben

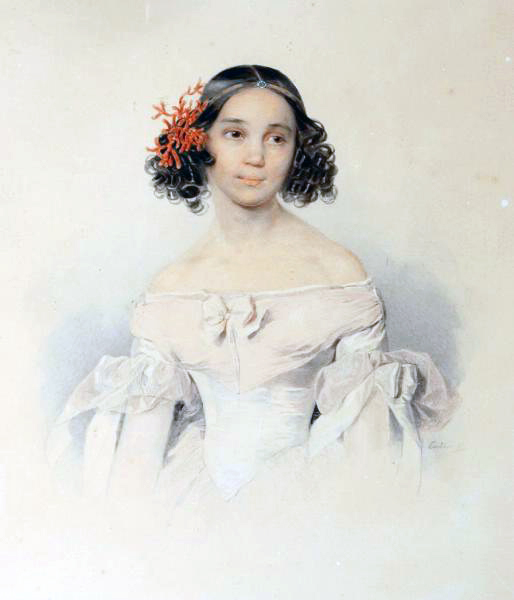
Tolstois Tochter Sarra (1821–1838), Porträt von Pjotr Sokolow, um 1835

In den ersten Jahren seines Moskauer Lebens bot Tolstoi auch durch seine häufig wechselnden Liebesbeziehungen reichlich Anlass zu Spekulationen und Gerüchten in sensationsgierigen Gesellschaftskreisen. Nachdem er mehrere Jahre mit Awdotja Maximowna Tugajewa zusammengelebt hatte, einer Tänzerin aus einem der damals in Russland weit verbreiteten Zigeunerchöre, heiratete er sie schließlich am 10. Januar 1821. Über die Gründe, warum er nach Jahren unverheirateten Zusammenlebens diese damals als nicht „standesgemäß“ geltende Verbindung einging, berichtet Marja Kamenskaja in ihren Erinnerungen:
„Einmal verlor er [im Kartenspiel] einen hohen Geldbetrag im [Moskauer] Englischen Club und sollte wegen Zahlungsverzug auf dem schwarzen Brett verzeichnet werden. Er wollte diese Schande nicht erleben und beschloss, sich zu erschießen. Seine Zigeunerin merkte seinen aufgeregten Zustand und fing an, ihn auszufragen. ‚Was willst du von mir‘, sagte F.I., ‚wie willst du mir noch helfen? Man wird mich auf dem schwarzen Brett ausstellen, und ich werde das nicht ertragen können. Verschwinde.‘ Awdotja Maximowna gab nicht nach, erfuhr von ihm, wie viel Geld er brauchte, und brachte am nächsten Morgen die benötigte Summe. ‚Wo hast du das Geld her?‘, fragte Fjodor Iwanowitsch überrascht. ‚Von dir selbst. Du hast mir die ganze Zeit so viel geschenkt, ich habe immer alles versteckt. Nimm das jetzt, das ist dein Geld‘. F.I. war sichtlich gerührt und ließ sich daraufhin mit seiner Zigeunerin trauen.“
Die Ehe hatte bis zu Tolstois Tod Bestand. Tugajewa gebar ihm insgesamt zwölf Kinder, von denen aber nur eines, die 1887 verstorbene Tochter Praskowja Fjodorowna, das Erwachsenenalter erreichte. Tolstois älteste Tochter Sarra, die von Kindheit an eine dichterische Begabung aufwies, aber als physisch und psychisch äußerst labil galt, starb mit nur 17 Jahren an Schwindsucht. Alle übrigen zehn Kinder wurden tot geboren oder starben noch im Säuglingsalter.

#### Verhältnis zu Puschkin
Eine der bekanntesten Episoden im Moskauer Leben Tolstois stellte sein nicht immer freundschaftliches Verhältnis zu dem berühmten Dichter Alexander Puschkin dar. Erstmals persönlich getroffen hatten sich die beiden im Frühjahr 1819.

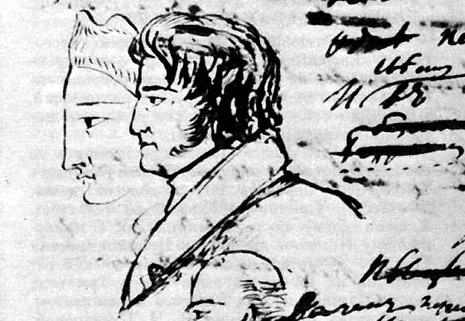
Tolstoi auf einer Zeichnung Puschkins

Der Streit zwischen ihnen fing an, nachdem Puschkin im Jahre 1820 aufgrund seiner politischen Gedichte in Ungnade gefallen war und zunächst nach Jekaterinoslaw (heute Dnipro), dann in den Kaukasus, auf die Krim und nach Bessarabien in Verbannung gehen musste. Zu dieser Zeit verbreitete Fjodor Tolstoi in der Moskauer Gesellschaft – ob absichtlich oder nicht, ist nicht bekannt – ein falsches Gerücht, wonach Puschkin vor der Verbannung von der Polizei gezüchtigt worden sei. Diesen Klatsch empfand der temperamentvolle und sensible Dichter offenbar als derart beleidigend, dass er sich sogleich schwor, mit Tolstoi sofort nach seiner Rückkehr durch ein Duell abzurechnen. Noch in der Verbannung bereitete sich Puschkin darauf vor, indem er sich intensiv im Schießen übte. Am 8. September 1826, keinen Tag nach seiner Rückkehr nach Moskau, ließ er dem Grafen die Duellforderung überbringen. Nur die zufällige Abwesenheit Tolstois in der Stadt an jenem Tag verhinderte das sofortige Duell.
Dem bekannten Bibliografen und Puschkin-Freund Sergei Sobolewski gelang es in der Folge jedoch, die beiden Streithähne miteinander zu versöhnen. Möglicherweise war der sonst extrem nachtragende Tolstoi diesmal selbst an einer Aussöhnung interessiert, da ein von ihm verschuldeter Tod des schon damals beliebten Dichters seine Freundschaft mit einer Reihe anderer Künstler hätte gefährden können. Im Laufe der nächsten Jahre wurden Tolstoi und Puschkin sogar Freunde. So ließ Puschkin 1829 Tolstoi einen Brief an seine zukünftige Schwiegermutter Natalja Nikolajewna Gontscharowa übermitteln, mit der Tolstoi persönlich bekannt war. In diesem Brief bat er sie erstmals um die Hand ihrer 17-jährigen Tochter Natalja. Obgleich Gontscharowa auf diese erste Bitte keine entschlossene Antwort zu geben vermochte, kam es im Jahre 1831 doch noch zur Hochzeit Puschkins mit ihrer Tochter.

### Letzte Jahre
Den Tod seiner Kinder, insbesondere der 17-jährigen Sarra, konnte der sonst so robuste Tolstoi nur schwer verkraften. Einige seiner Freunde berichteten später, dass Tolstoi in den letzten Jahren seines Lebens zunehmend gläubig geworden sei und den frühen Tod von elf seiner zwölf Kinder als Gottes Strafe für die ebenfalls elf von ihm in Duellen getöteten Menschen empfunden habe. Seit den späteren 1830er Jahren soll Tolstoi sich nicht mehr duelliert und nur noch selten Karten gespielt haben. Stattdessen soll er sich immer mehr in Lektüre und Gebet zurückgezogen haben. Gelegentlich reiste er aber auch ins Ausland zur Kur; so soll er zu dieser Zeit in Deutschland und mehreren anderen europäischen Ländern gewesen sein.

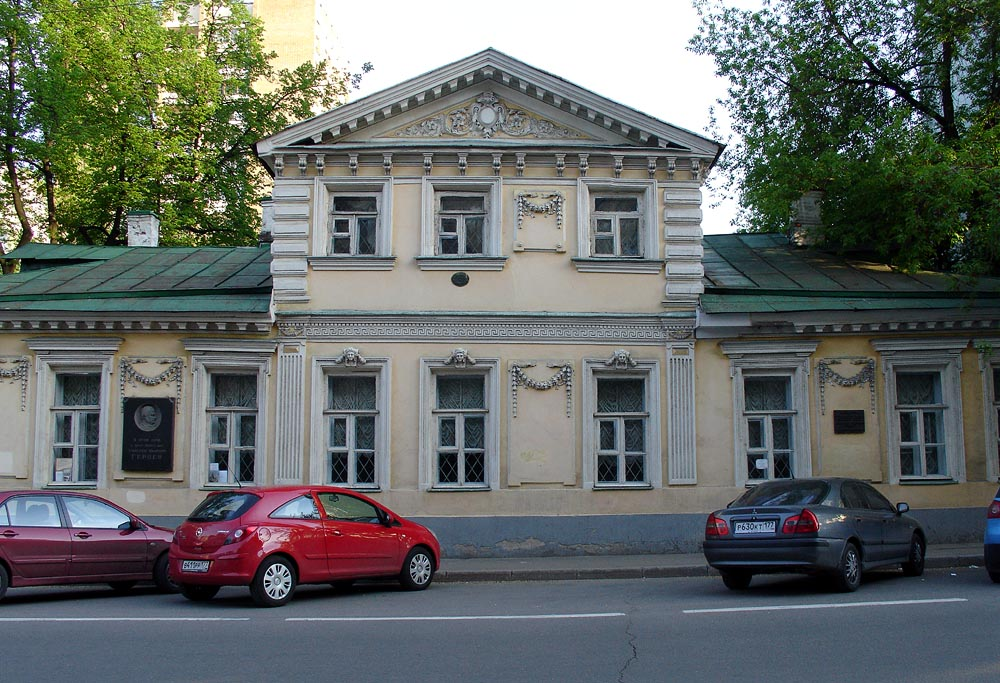
Das bis heute erhaltene Haus von Alexander Herzen (Sivtsev Vrazhek Pereulok, 27, Moskau), der es in den Jahren 1843–1847 bewohnte, stand schräg gegenüber dem Haus Tolstois, das in den 1950er Jahren zerstört wurde.

Einer der prominentesten Zeitzeugen, die Tolstoi damals persönlich kannten, war der revolutionäre Philosoph und Publizist Alexander Herzen, der ein Jahrzehnt später seine Erinnerungen an Tolstoi in seinem autobiografischen Buch Erlebtes und Gedachtes festhielt. Dort heißt es unter anderem:
„Ich kannte Tolstoi persönlich, so auch zu der Zeit (im Jahr 1838), als er seine älteste Tochter Sarra verloren hatte, ein außergewöhnliches Mädchen mit einer hohen dichterischen Begabung. Ein Blick auf das Äußere dieses alten Mannes, auf seine von grauen Locken bedeckte Stirn, auf seine glänzenden Augen und den athletischen Körper, zeigte, wie viel Energie und Kraft ihm von Natur aus gegeben war. Er hatte nur wilde Leidenschaften entwickelt, nur schlechte Gewohnheiten, und das ist nicht verwunderlich: Allem Lasterhaften lässt man bei uns lange Zeit ungehindert freien Lauf, während man für menschliche Leidenschaften sogleich in die Garnison oder nach Sibirien verbannt wird…“
Am 5. November 1846 (anderen Publikationen zufolge am 5. Januar 1847) starb Tolstoi nach kurzer Krankheit im Alter von 64 Jahren in seinem Moskauer Haus, im Beisein seiner Frau und der einzigen überlebenden Tochter Praskowja. Laut Erinnerungen eines Freundes bestellte er kurz vor seinem Tod einen Geistlichen zu sich und beichtete ihm mehrere Stunden lang. Beigesetzt wurde Tolstoi auf dem Wagankowoer Friedhof in Moskau, wo sein Grab bis heute zu finden ist. Seine Frau Awdotja überlebte ihn um 15 Jahre und starb eines gewaltsamen Todes: Sie wurde 1861 von ihrem eigenen Koch unter Beihilfe von dessen Geliebter, einer der Dienerinnen Awdotjas, erstochen und ausgeraubt. Das ehemalige Haus Tolstois, das nur einen Häuserblock weit von der berühmten Arbat-Straße gestanden hatte, ist nicht mehr erhalten: In den 1950er Jahren musste es einem Regierungskrankenhaus weichen.

## Fjodor Tolstoi in der Literatur
Die seinerzeit berüchtigte Persönlichkeit Tolstois, aber auch seine Bekanntschaft mit zahlreichen Autoren des frühen 19. Jahrhunderts führten dazu, dass er einigen von ihnen als Vorlage für ihre Werke gedient hat. Der berühmteste dieser Autoren war wiederum Alexander Puschkin, der sich auch nach der Versöhnung mit Tolstoi gerne von dessen vormals wildem Treiben inspirieren ließ. Im Versroman Eugen Onegin (1823–1831) ist Fjodor Tolstoi Vorlage für Sarezki, einen begeisterten Duellanten, der unter anderem als Sekundant der Romanfigur Lenski bei dessen Duell mit Onegin auftritt. In der einleitenden Beschreibung Sarezkis heißt es:
Wohlan: Ganz nah bei Lenskis Gute
Verbringt seit langem brav und schlicht
Als Eremit von altem Schlage
Nachbar Sarezki seine Tage;
In jüngern Jahren zwar bekannt
Als Raufbold, Spieler, Duellant,
Wirtshaustribun und arger Sünder,
Doch längst dem wüsten Treiben feind
Als biedrer Dörfler, treuer Freund
Und led’ger Vater vieler Kinder,
Kurzum als rechter Ehrenmann.
Ja, wie die Zeit doch läutern kann!
Diesen Versen ist zu entnehmen, dass sich Puschkin mit Tolstoi bereits versöhnt hatte, als er sie schrieb, da er ihn dort „als rechter Ehrenmann“ auftreten lässt, der längst kein „arger Sünder“ mehr sei, sondern ein „led’ger Vater“ – letzteres ist offenbar eine Anspielung auf die lange Zeit uneheliche Beziehung Tolstois zu Awdotja Tugajewa. Etwas später lässt Puschkin in der Person der Titelfigur denn auch sein freundschaftliches Verhältnis zu Tolstoi anklingen:
Er war gescheit und welterfahren,
Drum lud Eugen, dem überdies
Sein Geist und Witz willkommen waren,
Zumal er Schwächen gelten ließ,
Den Nachbar, dessen Ton ihm passte,
Sehr oft und gern zu sich zu Gaste…
Ein anderer bedeutender Dichter jener Zeit, der die eigenartige Persönlichkeit Tolstois in seinem Werk zu verarbeiten wusste, war Alexander Gribojedow mit seinem bekanntesten Buch, dem Versdrama Verstand schafft Leiden (auch: Wehe dem Verstand; 1816–1824). An Tolstoi erinnert dort der folgende Auszug aus Repetilows Monolog:
Doch unser Oberhaupt, ich brauch ihn nicht zu nennen,
Den Einzigen; Du kannst ihn am Portrait erkennen.
Ein nächt’ger Raufbold, Duellant;
Verbannt einmal, kam er zurück als Kamtschadale.
Nicht grade reinlich feine Hand,
Je nun! Spitzbuben sind die klugen Leute alle.
Doch redet er vor uns der Ehrlichkeit zum Preis,
Als ob ein Gott ihn inspirier',
Die Augen rot, das Antlitz heiß,
So weint er selbst, so schluchzen wir.

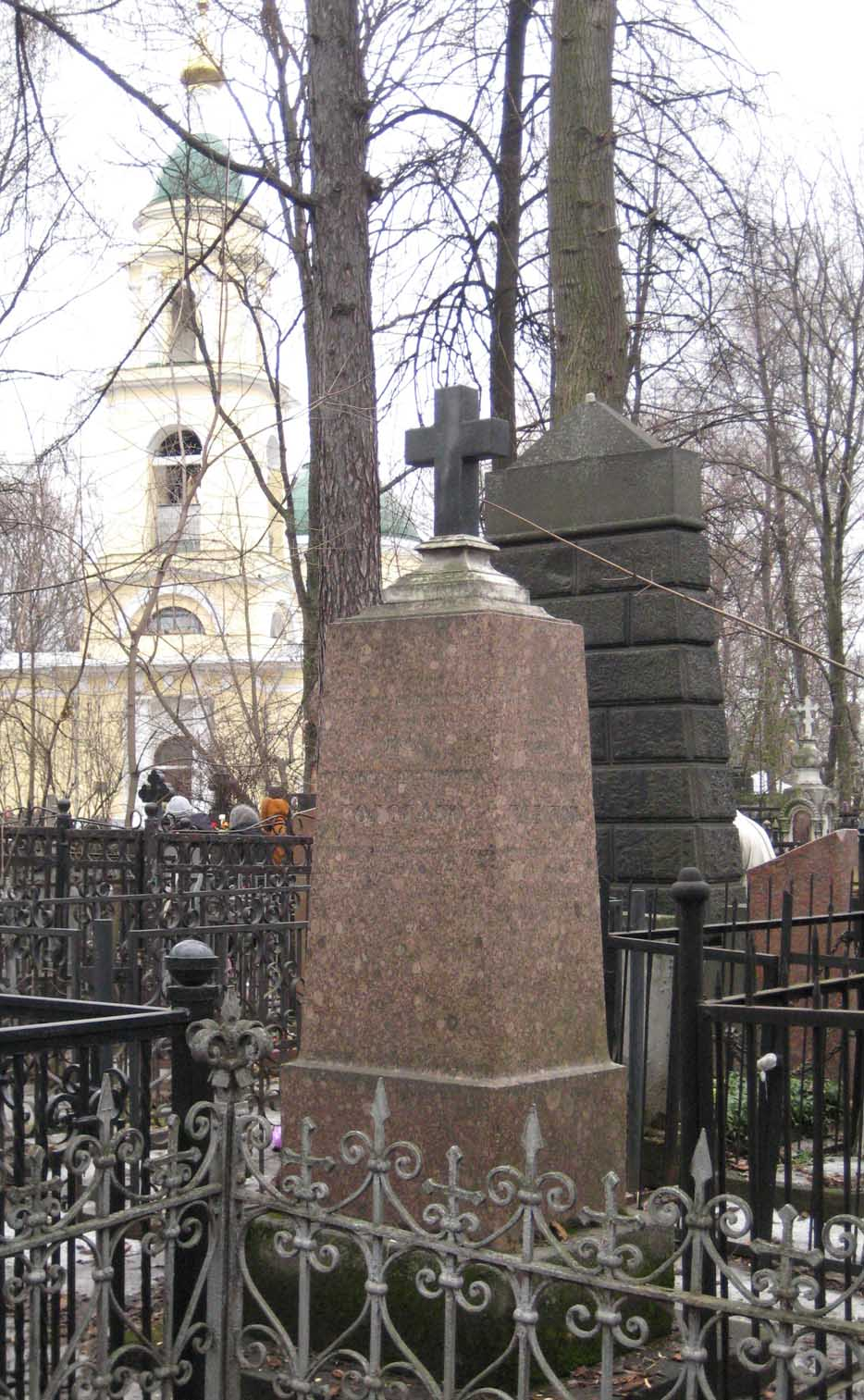
Grabstein Tolstois in Moskau (Wagankowoer Friedhof, Feld 13)

Anders als die Beschreibung Sarezkis bei Puschkin enthalten diese Verse zum Teil unrichtige Angaben über Tolstoi. Insbesondere wurde dieser nie in Verbannung geschickt, was er nach dem Erscheinen des Stücks mehrmals betonte und nachträglich berichtigt wissen wollte. Zudem warf Tolstoi Gribojedow einmal im Gespräch vor, die Zeile „nicht grade reinlich feine Hand“ könne dahingehend missverstanden werden, Tolstoi sei ein Dieb und kassiere Schmiergelder. Als Gribojedow daraufhin konterte, Tolstoi spiele ja nicht reinlich, soll dieser gesagt haben: „Und das ist alles? Na, dann hättest du das doch auch so schreiben sollen.“ Dass Tolstoi den möglichen Vorwurf der Bestechlichkeit nicht auf sich sitzen lassen wollte und dabei auch Humor bewies, zeigt die folgende Anekdote: Bei einer der ersten Aufführungen von Verstand schafft Leiden war Tolstoi anwesend und zog erwartungsgemäß die Aufmerksamkeit des Publikums auf sich. Nach dem Monolog Repetilows stand Tolstoi auf und sagte zum aufmerksam lauschenden Publikum laut: „Ich schwöre, ich habe keine Schmiergelder kassiert, denn ich war nie im Staatsdienst!“, woraufhin das Publikum applaudiert haben soll.
Einzelne Charaktereigenschaften Tolstois verarbeitete ferner Iwan Turgenew in zwei seiner Erzählungen, Der Duellant und Drei Porträts.
Auch dem berühmten Verwandten des Grafen, Leo Tolstoi, dienten persönliche Eigenschaften Fjodor Tolstois als Vorlage. In der Erzählung Zwei Husaren taucht ein Graf Turbin auf, der dort als leidenschaftlicher „Kartenspieler, Duellant und Verführer“ beschrieben wird. In seinem bedeutendsten Werk, dem historischen Roman Krieg und Frieden, könnte die Figur des Fürsten Dolochow, die ebenfalls mit einer Vorliebe für Duelle, Kämpfe und Kartenspiele, aber auch mit einer ausgeprägten Kaltblütigkeit und Brutalität ausgestattet ist, teilweise in Anlehnung an Fjodor Tolstoi geschaffen worden sein.
Der 1828 geborene Leo Tolstoi kannte seinen Onkel zweiten Grades in jungen Jahren persönlich und hielt auch nach dessen Tod lange Zeit Kontakt zur Witwe und zur Tochter des Grafen. Die dabei entstandenen Eindrücke verarbeitete er später in seinen Memoiren. Dort heißt es unter anderem:
„Ich erinnere mich, wie er mit einem Postwagen kam, ins Arbeitszimmer meines Vaters eintrat und verfügte, dass man ihm das besondere französische trockene Brot brachte; er aß kein anderes. […] Ich erinnere mich an sein schönes Gesicht: ein bronzenes, rasiertes, mit massiven weißen Koteletten bis hinunter zu den Mundwinkeln und ebensolche weiße lockige Haare. Viel würde man gerne erzählen über diesen außergewöhnlichen, verbrecherischen und anziehenden Menschen.“
Somit muss Leo Tolstoi nicht nur negative Eindrücke von seinem berüchtigten Verwandten gehabt haben, wohlwissend um dessen nicht immer rühmlichen Lebensweg.

## Belege